# Włodzimierz Dzwonkowski

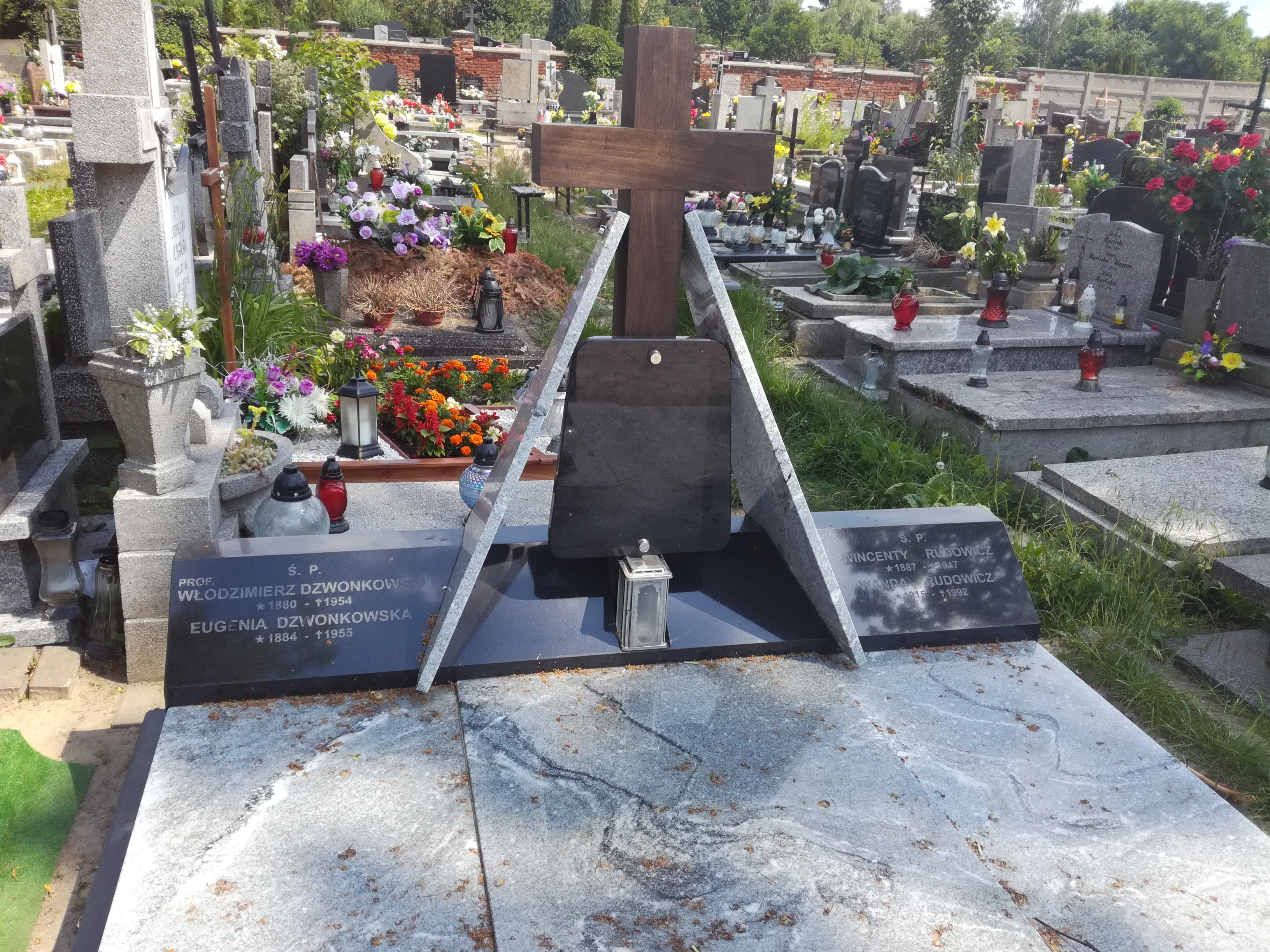
Grób profesora Włodzimierza Dzwonkowskiego na Dołach w Łodzi

Włodzimierz Andrzej Franciszek Ksawery Dzwonkowski (ur. 4 lutego 1880 w Krasiłowie w guberni wołyńskiej, zm. 28 lutego 1954 w Łodzi) – polski historyk.

## Życiorys
Był synem Stanisława i Władysławy ze Skłodowskich. Poślubił Eugenię Kasprzycką.
Studiował na wydziale prawa Uniwersytetu Warszawskiego i Noworosyjskiego w Odessie. Historię studiował we Lwowie, Lozannie i Paryżu. Jego mistrzem był Szymon Askenazy, do którego szkoły zaliczał się obok Natalii Gąsiorowskiej i Mariana Kukiela. Był jednym z najbliższych uczniów Askenazego, choć nie obronił ostatecznie swojej pracy pod jego kierunkiem.
W styczniu 1911 mieszkał w Opolu Lubelskim, gdzie przebywał także podczas walk frontowych w I wojnie światowej. Od 1912 wykładał na tajnych kursach w Warszawie, od 1918 w Wolnej Wszechnicy Polskiej w Warszawie (od 1928 jako profesor historii Polski nowożytnej), w jej ośrodku w Łodzi (1929–1935) oraz w Szkole Nauk Politycznych. W 1928 współpracował z Wojskowym Biurem Historycznym jako redaktor publikacji Dziesięciolecie polskiej siły zbrojnej. W 1938 mieszkał przy ul. Powsińskiej 24a na warszawskiej Sadybie.
W latach 1945–1949 kierował katedrą historii powszechnej Uniwersytetu Łódzkiego. W 1948 był ciężko chory na serce i w związku z tym przeznaczony do zwolnienia z pracy, w jego obronie interweniowała Gąsiorowska jako kierowniczka Instytutu Historycznego UŁ.
Pochowany na cmentarzu rzymskokatolickim Doły przy ul. Smutnej w Łodzi.

## Dzieło
Do jego najważniejszych prac należy trzytomowe wydanie akt insurekcji kościuszkowskiej wspólnie z Szymonem Askenazym (jedyny zrealizowany element wielkiego programu edytorskiego Askenazego) na podstawie kopii z Archiwum Ministerstwa Sprawiedliwości w Moskwie, a także dwie monografie rosjoznawcze. Był także autorem krótkiej, apologetycznej, pierwszej w niepodległej Polsce biografii Józefa Piłsudskiego.
Pozostawił w rękopisie niedokończoną pracę nad Konstytucją 3 maja we francuskiej opinii publicznej.
Materiały archiwalne Włodzimierza Dzwonkowskiego znajdują się w PAN Archiwum w Warszawie pod sygnaturą III-7.

## Poglądy
Według Andrzeja Stępnika jako autor związany z tradycją rewolucyjną reprezentował obok Hipolita Grynwasera stanowisko krytyczne wobec dziedzictwa politycznego unii lubelskiej.
W swoim wspomnieniu z 1935 odniósł się krytycznie do nieprzyznania Askenazemu po 1918 katedry na Uniwersytecie Warszawskim, do czego przyczyniła się prasa endecka (Askenazy w odróżnieniu od profesora UW żydowskiego pochodzenia Marcelego Handelsmana nie przeszedł na katolicyzm). Napisał wówczas, że „zaduszono jeden z największych warsztatów naukowych w Polsce”.
W okresie międzywojennym współpracował z Instytutem Wschodnim, ośrodkiem badawczym ruchu prometejskiego. Postrzegał Związek Radziecki pod rządami Stalina jako ewoluujący w kierunku osobistej dyktatury faszystowskiej. Utrzymywał, że Wielka Czystka była wymierzona przeciwko faktycznemu spiskowi wojskowych na rzecz ustanowienia republiki socjalistycznej opartej na armii narodowej. Po II wojnie światowej uchodził według relacji Zofii Libiszowskiej za socjalistę, o którym krążyły na Uniwersytecie Łódzkim pogłoski, że w Szwajcarii należał do otoczenia Lenina.
Różnił się w poglądach od swych kolegów z seminarium Askenazego, Kukiela i Gąsiorowskiej, z którymi utrzymywał przyjacielskie stosunki. Świadczą o tym serdeczne dedykacje dla Kukiela, byłego szefa Wojskowego Biura Historycznego, przy jednoczesnym pominięciu znacznej części dorobku Kukiela w zredagowanej dla Biura publikacji. W 1948 sprzeciwił się proponowanej przez Gąsiorowską w Instytucie Historycznym Uniwersytetu Łódzkiego koncentracji badań na nowożytnej historii społeczno-gospodarczej i historii historiografii, występując w obronie znaczenia historii politycznej.

## Wybrane publikacje

### Książki
- W ogniu armat. Wrażenia naocznego świadka z linii bojowej w Opolszczyźnie Lubelskiej (sierpień–listopad 1914), Warszawa: E. Wende, 1914.
- Tadeusz Kościuszko, Warszawa: Wydawnictwo Komitetu Kościuszkowskiego, 1917.
- Józef Piłsudski, Warszawa: J. Lisowska, 1918.
- (wyd., z Szymonem Askenazym) Akty powstania Kościuszki, t. 1–2, Kraków: Akademia Umiejętności 1918; t. 3, Wrocław: Zakład im. Ossolińskich, 1955.
- Podręcznik historyi średniowiecznej do użytku szkół średnich, Warszawa: M. Arct, 1923.
- Dzieje Polski w zwięzłym a wyczerpującym wykładzie według najnowszych opracowań naukowych, Warszawa: J. Lisowska, 1926.
- Portrety dziejowe, Poznań: Wielkopolska Księgarnia Nakładowa Karola Rzepeckiego, 1928.
- Rosja, Chiny, Mongolia w stosunkach dziejowych, Warszawa: Instytut Wschodni 1937.
- Rosja a Polska, Warszawa: „Interim” 1991.

### Artykuły
- Młode lata Kościuszki, „Biblioteka Warszawska” t. 284, nr 4, z. 1, 1911, s. 22–54.
- Polacy w armii Katarzyny II, „Biblioteka Warszawska” t. 289, nr 1, 1913, s. 88–124.
- Droga Stalina do faszyzmu, „Wiadomości Literackie” t. 14, nr 40 (26 IX 1937), s. 1.